# Estación Lo Valledor
Lo Valledor es la segunda estación del tren de cercanías Nos-Estación Central, la cual forma parte de la primera estación intermodal con combinación entre tren, metro y buses del sistema de transporte Transantiago.
Esta estación combina con la estación Lo Valledor de la Línea 6 del Metro de Santiago.
La función de esta estación es disminuir la sobrecarga que actualmente experimenta la Estación Central y la Línea 1 del Metro de Santiago, a través de la Línea 6 que une Cerrillos y Los Leones en la comuna de Providencia en tan sólo 20 minutos. De esta forma los pasajeros que vienen del sur de la capital pueden desplazarse al oriente sin tener que ocupar el tramo central de la Línea 1 que resulta ser el más congestionado de la red.

## Etimología
Adquiere su nombre por el mercado hortofrutícola Lo Valledor, ubicado en las proximidades de la estación.

## Galería

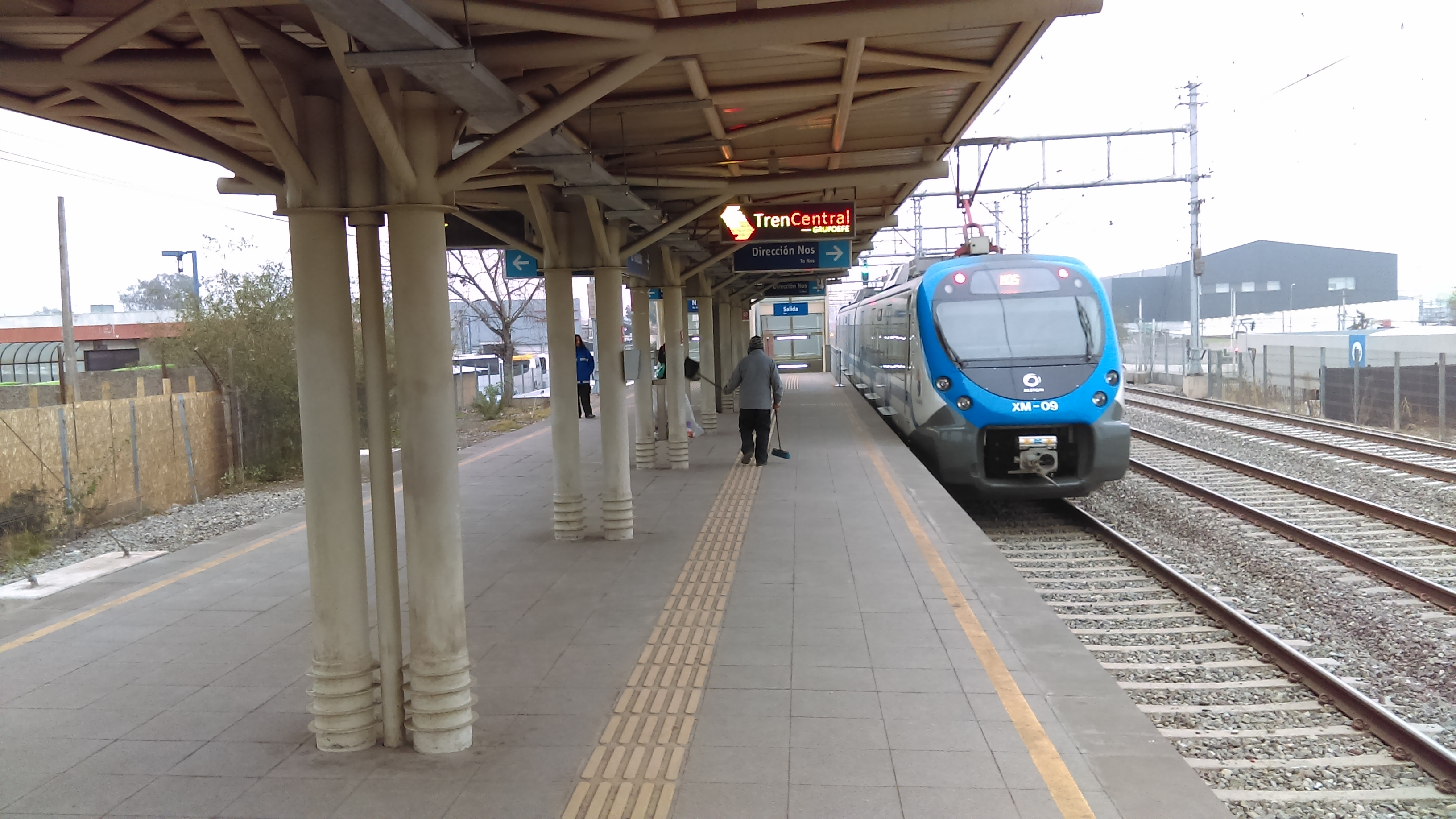
Andenes de la estación, vista sur.

## Conexión con Red Metropolitana de Movilidad
El ingreso a la estación es por medio de torniquetes, utilizando el sistema integrado de la tarjeta bip.
La estación posee 5 paraderos de la Red Metropolitana de Movilidad en sus alrededores, los cuales corresponden a:
| Paradero / Código                                             | Recorridos |
| ------------------------------------------------------------- | --- |
| Parada 1 / Metro Lo Valledor (PH94)                           | 105c (Metro Lo Valledor) - 113 (Metro Los Héroes) - 115 (Metro Los Héroes) - 125 (Metro Universidad de Chile) - H07 (Metro Ñuble)   |
| Parada 2 / Metro Lo Valledor (PH108)                          | 105c (Lo Espejo) - 113 (Ciudad Satélite) - 115 (Villa El Abrazo) - 125 (Lo Espejo) - H07 (Metro Lo Ovalle) - I01 (Villa Los Héroes) |
| Av. Alc. Carlos Valdovinos / esq. Central Nino García (PH95)  | 105c (Fin de recorrido) - 113 (Metro Los Héroes) - 115 (Metro Los Héroes) - 125 (Metro Universidad de Chile) - H07 (Metro Ñuble)    |
| Av. Alc. Carlos Valdovinos / esq. Central Nino García (PA573) | 105c (Lo Espejo) - 113 (Ciudad Satélite) - 115 (Villa El Abrazo) - 125 (Lo Espejo) - H07 (Metro Lo Ovalle) - I01 (Villa Los Héroes) |
| Central Nino García / esq. Av. Carlos Valdovinos (PH1650)     | 345 (Lo Espejo) - H07 (Metro Lo Ovalle) - H07 (Metro Ñuble)                                                                         |